# سنت جوزف، شهرستان لا کروس، ویسکانسین
سنت جوزف (به انگلیسی: St. Joseph) یک منطقهٔ مسکونی در ایالات متحده آمریکا است که در شهرستان لا کروس، ویسکانسین واقع شده‌است. سنت جوزف ۵۰۳ نفر جمعیت دارد و ۳۹۵٫۹۴ متر بالاتر از سطح دریا واقع شده‌است.